# ペトラ・エルカー
ペトラ・エルカー（Petra Oelker、1947年 - ）は、ドイツの小説家、推理作家。女性。ハンブルク生まれ。

## 略歴
大学で法学と社会教育学を学んだのち、新聞記者および女性誌の編集者を経てフリージャーナリストとなる。1997年、18世紀のハンブルクを舞台とする歴史ミステリ小説『税関での死』（Tod am Zollhaus, 日本語訳未刊）で小説家デビュー。以降、これを第1作とする歴史ミステリシリーズを次々と刊行し、どれもベストセラーになった。
ほかに、2001年発表の『僧院の森』（Der Klosterwald, 日本語訳未刊）など、現代を舞台にした長編ミステリも発表している。日本では雑誌記者レオ・ペーハイム・シリーズの第1作『ある貴婦人の肖像』（Das Bild der alten Dame、1999年）が翻訳出版されている。

## 日本語訳作品
単著
- ある貴婦人の肖像 （訳：小津薫、2002年10月、扶桑社 扶桑社ミステリー、ISBN 4594036821）（Das Bild der alten Dame, 1999）

連作小説集
- 皇帝の剣 （訳：小津薫、2004年1月、扶桑社 扶桑社ミステリー、ISBN 4594044158）（Der Dolch des Kaisers, 1999）
  - 11人のミステリ作家・歴史小説家が参加した連作小説集。ペトラ・エルカーは「第八話 風変わりな嫁入り道具が、湿原の島で不気味な効果を発揮した話」を担当。
  - ほかの執筆陣はローベルト・ゴルディアン（ドイツ語版）、ヨハンネス・レーマン（ドイツ語版）、ハンス・クナイフル、トーマス・R・P・ミールケ（ドイツ語版）、ホルスト・ボゼツキー、クリスティーネ・レーマン（ドイツ語版）、アネッテ・デブリッヒ（Annette Döbrich）、ジークフリート・オーバーマイヤー（ドイツ語版）、シャルロッテ・リンク（ドイツ語版）、ヴァージニア・ドイル（Virginia Doyle）。